# Национальный союз за независимость и революцию
Национальный союз за независимость и революцию (фр. Union nationale pour l'indépendance et la révolution, UNIR) — чадская политическая партия 1984—1990. Создан президентом Хиссеном Хабре как политическая опора авторитарного режима. Стоял на позициях правого национализма, антикоммунизма и жёсткого противостояния каддафистской экспансии. Играл важную роль в системе авторитарной диктатуры, тесно сотрудничал с политической полицией. Распущен после свержения Хабре.

## Создание
7 июня 1982 в столицу Чада Нджамену вступили Вооружённые силы Севера (FAN). Проливийское Переходное правительство национального единства (GUNT) было свергнуто. К власти пришёл лидер FAN Хиссен Хабре. 21 октября 1982 Хабре был официально объявлен президентом Чада. Была введена в действие Конституция, предоставлявшая всю полноту власти Командному совету FAN во главе с президентом Хабре.
Новый режим позиционировался как правый, националистический и антикоммунистический, союзный Западу (прежде всего США и Франции), жёстко противостоящий ливийскому лидеру Каддафи. С другой стороны, победа Хабре означала переворот в регионально-племенной иерархии: к власти пришли представители севера страны (в прежние десятилетия подчинённые южным кланам). Первые два года правления Хабре политической основой режима оставались FAN. Однако Хабре позиционировался как президент всех чадцев, а не только жителей севера, мусульман и своей народности тубу. Это подчёркивалось в его риторике, несмотря на жёсткие репрессии против политических оппонентов и представителей «неблагонадёжных» южных регионов и племён. Хабре старался консолидировать страну под своей властью. Для этого требовалась иная политическая структура.
7 июня 1984 в Нджамене торжественно отмечалась вторая годовщина победы FAN. Изгнание GUNT характеризовалась как чадская национальная революция. В установочной речи Хабре объявил о выполнении FAN своих исторических задач и о необходимости создать политическую структуру, соответствующую новому этапу. 22 июня съезд FAN принял решение о самороспуске. Повстанческие формирования интегрировались в вооружённые силы Чада. Через день, 24 июня 1984 начался учредительный съезд новой партии Национальный союз за независимость и революцию (Union Nationale pour l’indépendance et la révolution, UNIR).

## Структура
26 июня 1984 делегаты в аккламационном порядке избрали Хиссена Хабре председателем UNIR. Был сформирован Центральный комитет из 80 членов. В заключительном слове 27 июня Хабре объявил о слиянии в UNIR нескольких политических движений: ФРОЛИНА, Национального объединения за развитие и прогресс, Ассамблеи единства и демократии Чада. Однако организационно-кадровую основу UNIR составили FAN.
Практическое руководство партией, связь UNIR с правительством осуществлял Исполнительный комитет из 15 ведущих деятелей. Эта структура сформировалась на заседании ЦК 28 июня, на следующий день после съезда. 9 членов Исполкома представляли мусульманский кочевой север Чада (откуда происходил Хабре), остальные 6 — оседлый христианский юг. Более половины из них являлись функционерами силовых структур — армии, полиции, спецслужбы DDS. Среди префектур Чада наибольшее представительство имела Борку-Эннеди-Тибести, родной регион Хабре. Куратором партийного руководства являлся ближайший соратник Хабре, полевой командир FAN Махамат Нури, занимавший в правительстве пост министра транспорта.
Доминировали в UNIR сподвижники президента Хабре, северяне, мусульмане и тубу. По социальному происхождению лидеры и активисты партии чаще всего происходили из кочевых скотоводов (как сам Хабре) либо из интеллигенции и служащих колониального периода. Идеологически они совмещали правый национализм с этноплеменными приоритетами. Но Хабре целенаправленно включал в UNIR представителей различных политических ориентаций и этнорегиональных общностей. В партийное руководство и правительство вошли бывшие оппозиционеры, выходцы с юга, носители идей исламского социализма. Это вызывало заметное недовольство «старой гвардии Севера», многих повстанческих командиров, возражавших против роспуска FAN.

## Политика
Выступая на съезде, Хиссен Хабре назвал задачей UNIR обеспечение национальной независимости Чада (имелся в виду вооружённый отпор ливийской интервенции и местным сторонникам Каддафи), построение свободного демократического общества. Под запретом объявлялись только коммунизм, каддафизм и религиозный фанатизм. Была заявлена решимость защитить от ливийской агрессии и чуждого влияния традиционные ценности Чада.
Декларации UNIR ориентировались на принципы западной демократии. На практике, однако, это была политическая структура авторитарной диктатуры и однопартийной системы. В её идеологии, наряду с национализмом, важное место занимал авторитаризм как таковой, всемерная поддержка единоличный диктатуры Хиссена Хабре. В задачи UNIR входила организация массовых политических кампаний в поддержку режима, насаждение культа личности президента. Официальными партийными лозунгами были: «Хиссен Хабре — спаситель, освободитель, посланник мира!», «Хиссен Хабре здесь, Хиссен Хабре там, Хиссен Хабре всюду, Хиссен Хабре навсегда!» На партсобраниях всех уровней в обязательном порядке исполнялась речёвка: «Есть ли у тебя сомнения, если с тобой Хиссен Хабре? — Нет!»
Уже через три месяца после учреждения UNIR — несмотря на миролюбивые речи президента — на южные районы была обрушена массированная кампания репрессий. Правящая партия активно участвовала в политическом обеспечении «Чёрного сентября». Такие действия обосновывались необходимостью обороны от каддафистской Ливии и подавления «пятой колонны».
Структура UNIR сращивалась с государственной администрацией. В партии состояли практически все министры, префекты, другие видные чиновники. Партия выступала как один из механизмов президентского контроля над государством и обществом. Комитеты UNIR тесно взаимодействовали с органами DDS, участвовали в массовых политических репрессиях, «борьбе со спекуляцией» и т. п.. Важной функцией партийных организаций являлось наблюдение за согражданами. Директор DDS Салех Юнус впоследствии говорил, что большинство информаторов тайной полиции были активистами UNIR.
За восемь с половиной лет правления Хиссена Хабре в Чаде прошли два общенациональных голосования. 10 декабря 1989 конституционный референдум утвердил новый Основной закон — в соответствии с которым партия UNIR объявлялась единственной в стране, а её председатель — фактически бессменным главой государства. По официальным данным, за Конституцию Хабре проголосовали почти 2,7 миллиона избирателей — свыше 99 % из 93 % участвовавших в голосовании. 8 июля 1990 состоялись выборы в Национальное собрание. Было объявлено, что официальных кандидатов UNIR поддержали более 1,6 миллиона — 100 % голосовавших из 56 % явившихся. Партия получила в парламенте все 123 мандата
Война тойот 1987 завершила конфликт с Ливией убедительной победой Чада. Хиссен Хабре вышел из неё в статусе общенационального лидера, отстоявшего независимость страны. К нему примкнули даже многие бывшие противники. Но именно в конце 1980-х его диктаторское правление стало активно отторгаться обществом.

## Упразднение
В апреле 1989 по обвинению в антипрезидентском заговоре были репрессированы DDS и казнены популярный в стране генерал Хасан Джамус (герой войны с Ливией, считавшийся победителем Каддафи) и министр внутренних дел Брахим Итно. Командующий армией Идрис Деби сумел бежать в Судан, где сформировал Патриотическое движение спасения (MPS). В следующем году отряды MPS вторглись в Чад и 1 декабря 1990 вступили в Нджамену. Хиссен Хабре бежал из страны. Новым президентом Чада стал Идрис Деби.
Партия UNIR была распущена и запрещена. Однако многие её кадры интегрировались в систему власти нового режима. Что не вызывало удивления, поскольку сам Деби длительное время являлся близким соратником Хабре, полевым командиром FAN и командующим чадской армией.